# Annika Hällsten

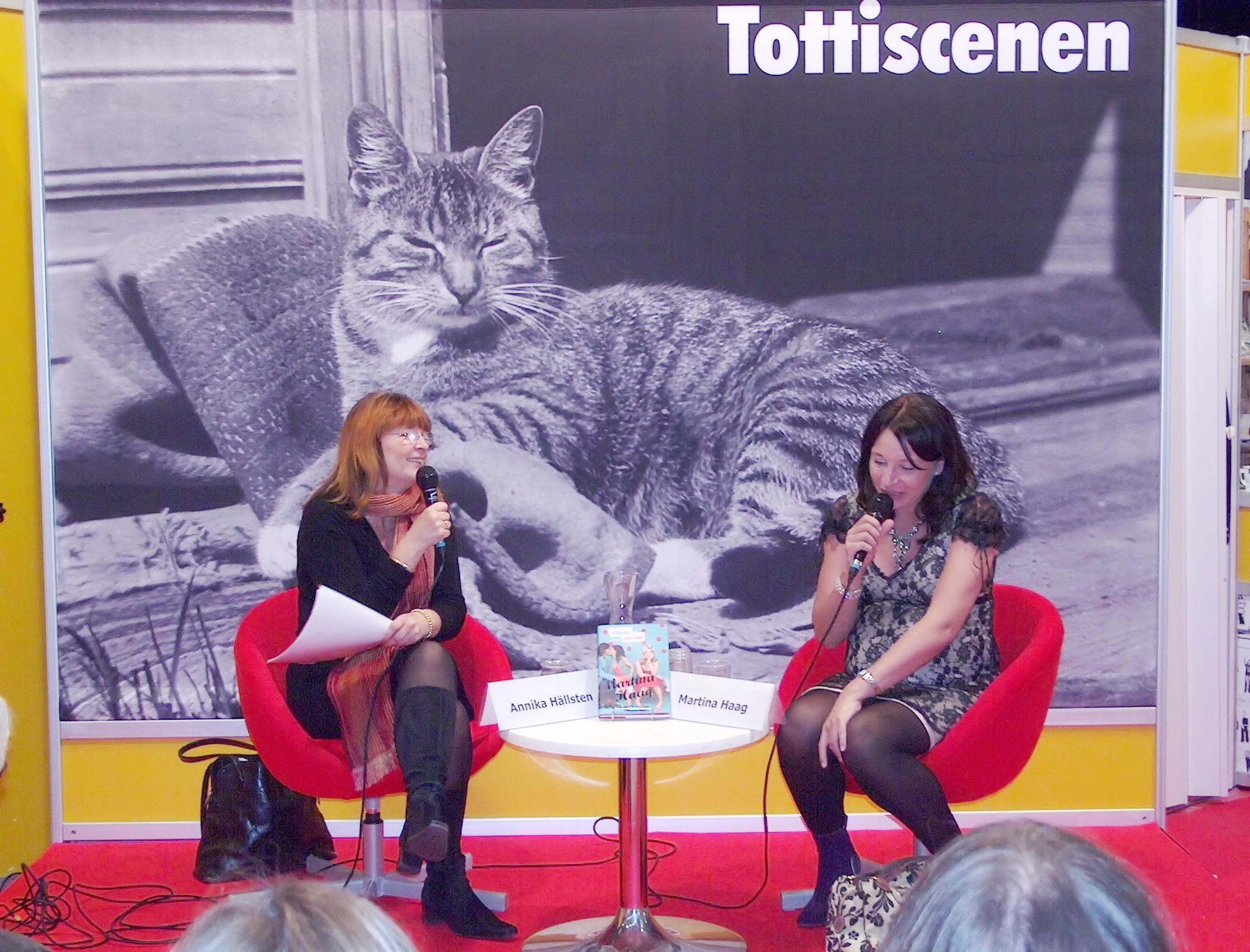
Annika Hällsten (till vänster) intervjuar Martina Haag på Helsingfors bokmässa 2007.

Annika Hällsten, född  1956 i Helsingfors, är en finlandssvensk journalist och författare. Hon är utbildad på Svenska social- och kommunalhögskolans journalistlinje i Helsingfors och vid Journalisthögskolan i Stockholm och har arbetat som journalist i mer än 40 år.
Hällsten förlorade båda sina föräldrar i en radhusbrand i Södra Haga i Helsingfors på Nyårsnatten 1965 och växte upp hos sin faster och farbror. Hon arbetade som nyhets- och kulturreporter på Hufvudstadsbladet där hon bland annat bevakade kungligheter och skrev personporträtt tills hon  pensionerades år 2022.
Hennes biografi om den finlandssvenska politikern
Anna-Maja Henriksson med titeln Anna-Maja Henriksson – Makten och ärligheten publicerades år 2023 på svenska och finska.
År 2021 utsågs Annika Hällsten till sommarpratare i radioprogrammet Vegas sommarpratare i YLE.